# Torbjörn Persson
Torbjörn Persson, född 14 januari 1960, är en svensk före detta fotbollsspelare och tränare.

## Karriär
Persson har spelat 574 matcher för Malmö FF. Han blev Svensk mästare två gånger och spelade åtta landskamper. Persson har rekordet över flest antal segrar i Allsvenskan, då han spelade för Malmö FF när de vann Allsvenskan fem gånger i rad 1985–1989. Dock var det playoff i Allsvenskan på den tiden Persson vann, så han har vunnit två Svenska mästerskap och ligan fem gånger.
Efter sin spelarkarriär påbörjade han en tränarkarriär, fast jobbar nu som IT-specialist på Alfa Laval Lund AB.